# Jamie Fenton
Jamie Faye Fenton (nascuda el 1954 com a Jay Fenton ) és una programadora de videojocs més coneguda pel videojoc d'arcade de 1981 Gorf i per ser una de les creadores del programari VideoWorks de MacroMind (des d'aleshores rebatejat com Macromedia Director). Fenton és una persona activa a la comunitat transgènere i va passar d'home a dona al voltant de 1998.

## Biografia
Fenton es va sentir atreta per la tecnologia informàtica mentre estava a l'escola perquè la  naturalesa altament previsible d'aquesta disciplina l'atreia i li proporcionava un refugi on els altres estudiants no la molestessin.
El 1975, mentre estudiava informàtica a la Universitat de Wisconsin, Jamie i el seu company d'estudis Tom McHugh es van oferir voluntaris per treballar a Dave Nutting Associates, que demanava ajuda per redissenyar màquines de pinball i el joc arcade japonès Western Gun utilitzant el microprocessador 8080 d'Intel. Més tard també va treballar en el Bally Astrocade, i va escriure el llenguatge de programació Bally BASIC, basat en el Tiny Basic.
El 1978, Jamie Fenton va crear un primer exemple d"art glitch" titulat Digital TV Dinner, una pel·lícula de 3 minuts, amb Raul Zaritsky. Per a aquest projecte, Jamie Fenton expulsava el cartutx inserit al Bally Astrocade en un moment equivocat, per crear els errors. També colpejaven la consola. Digital TV Dinner es va presentar per primera vegada l'any 1978, a l'esdeveniment Electronic Visualization Event 3, a Chicago. La segona versió es presentava el 1979.
L'any 1981, mentre treballava a Midway Manufacturing, Jamie Fenton va dissenyar el joc Gorf.
Quatre anys més tard, va cocrear el programari VideoWorks, que després es convertiria en Director de Macromedia i després, al ser comprat per Adobe, en Adobe Director. Aquest programari va ser un precursor del programari Flash.
El 1995, amb Cindy Martin i JoAnn Roberts, van crear i llançar tgforum.com, un fòrum en línia per a persones transgènere, encara actiu l'any 2024.
El 2018, Digital TV Dinner es va exhibir a l'exposició Chicago New Media 1973-1992, comissariada per Jon Cates. Durant l'exposició, Fenton va jugar a Digital TV Breakfast, un videojoc de Whitney (Whit) Pow, inspirat en Digital TV Dinner. El mateix any, va crear una nova peça, Primordial Glitch Art, on es va filmar creant errors ("glitchs") expulsant el cartutx d'un Bally Astrocade, mentre explicava com obtenir aquests errors.

## Obres
- Datsun 280 ZZZAP (1976)[16]
- Checkmate (1977)
- Digital TV Dinner (1978)
- Bally Astrocade BASIC rescriptura (1980)
- Gorf (1981)
- Robby Roto (1981)
- Primordial Glitch Art (2018)[17]